# Khao Lak
Ej att förväxla med Kaolack.

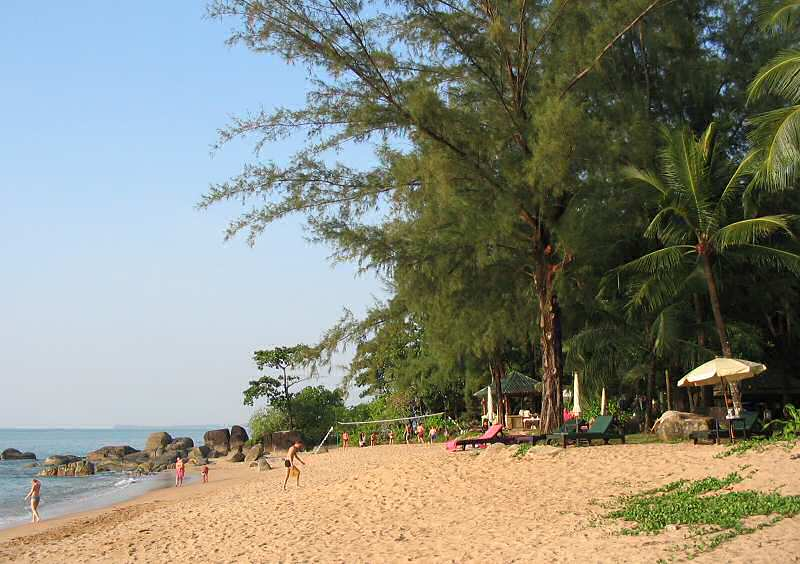
Sandstrand i Khao Lak

Khao Lak är en turistort i Thailand som drabbades hårt av tsunamikatastrofen den 26 december 2004. Khao Lak är ett omtyckt resmål för sportdykare och barnfamiljer. Turistorten är lugnare och mer avslappnad än till exempel det mer nattlivsinriktade Phuket i söder, men det finns tillräckligt med pubar och barer för de som önskar nattliv.
De mest omtyckta utflykterna är snorklings- och dykutflykter till Similanöarnas Nationalpark och trekking i Khao Sok Nationalpark. Utflykter till Similanöarna gör man bäst i att boka hos etablerade dykskolor. Vid utflykter till Khao Sok kan man spara en del pengar på att själv åka lokalbuss till nationalparken och boka sin utflykt på plats. Charterbolagen vill gärna boka sina kunder på utflykterna, men detta gör de inte gratis, och de använder inte säkrare eller bättre underleverantörer än någon annan.

## Geografi

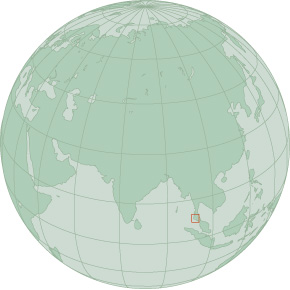
Karta med Khao Lak markerad

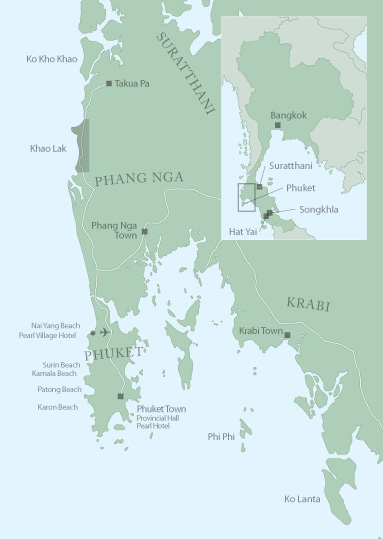
Khao Lak och andra viktiga platser vid tiden för tsunamin

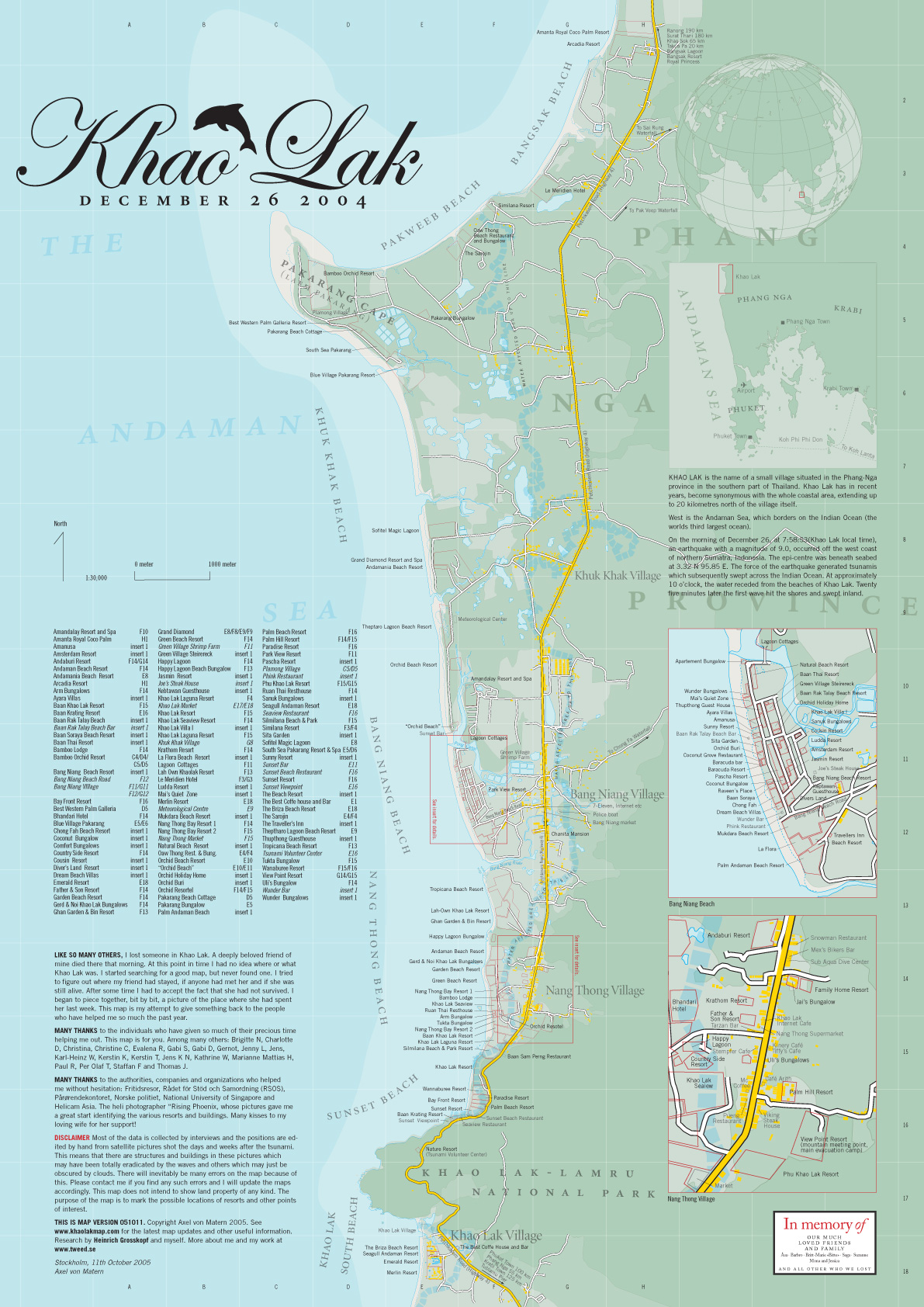
Karta över Khao Lak

Området ligger i den sydliga provinsen Phang Nga, i distriktet Takua Pa, på Thailands västkust. Khao Lak består av en cirka två mil lång sandstrand och flertal byar som vuxit upp i samband med den snabbt ökande turistindustrin längs huvudväg 4, eller Petchkasem Road som den också kallas. Bakom stranden finns gummiplantager och räkodlingar. Högre upp på kullarna breder en tät regnskog ut sig. 
Det egentliga Khao Lak är en liten by med ett dussin hus i områdets södra del. Under åren har det man kallar Khao Lak dock vuxit norrut i takt med turistanläggningarnas utbredning. Namnet härrör från de omkringliggande bergen (khao = berg).
I söder ligger det ursprungliga fiskebyn Khao Lak på den strand som också kallas Khao Lak South Beach. Norr om den ligger kilometer efter kilometer av breda sandstränder: Sunset Beach består av hotell/resorter längs stranden, Nang Thong Beach som idag är centrum för turismen i Khao Lak, efter den Bang Niang Beach som är den näst största byn, Khuk Khak Beach som är det thailändska centrumet i området samt längre norrut Pakweeb Beach och Bangsak Beach, båda med några enstaka stora hotell.

## Ekonomi
De största delen av områdets inkomster genereras av turisthotellen, lokala butiker och restauranger samt dykaktiviteterna. De flesta turisterna kommer från Skandinavien, Tyskland och England. Man producerar även gummi och räkor. Efter tsunamin i december 2004 kollapsade den lokala ekonomin helt. Efter 3 års uppbyggnad kunde man knappt se några spår efter katastrofen och turismen hade återvänt.

## Tsunamin
Klockan 10.26 nådde de första, nära tio meter höga, tsunamierna Khao Laks stränder. Några timmar senare hade mer än 5 000 personer mist livet i området. På grund av många geografiska omständigheter drabbades området mycket hårt. Bland annat berodde förödelsen på de skålformade, grunda vikarna och det låglänta området bortom stranden. 
Under den följande halvtimmen följde tre till fyra stora vågor, varav den andra tycks ha varit den största och mest destruktiva. Vattnet nådde i genomsnitt drygt en kilometer in över land. På några ställen det tredubbla. 
Bland dem som dog återfinns Bhumi Jensen, sonson till Thailands kung. Även den finska musikern och TV-värden Aki Sirkesalo och hans familj fanns bland offren.
Eftersom vågen kom från sydväst drabbade den gissningsvis Phuket mellan tio minuter och en halv timme innan den nådde Khao Lak. Men informationen nådde inte många i området. En grupp dykare fick till exempel information om jordskalvet och kunde av det tecken de såg i vattnet, stora vattenvirvlar, ovanligt starka strömmar etcetera, sluta sig till att en tsunami var antågande.